# F-Spot
F-Spot is een programma voor fotobeheer, ontwikkeld voor GNOME. Het project werd in 2017 stopgezet.
F-Spot is ontworpen voor Linux en is vrijgegeven onder de GPL-licentie.

## Functies[1]
F-Spot ondersteunt 16 gebruikelijke bestandstypes, waaronder JPEG, GIF, TIFF en RAW. Met het programma is het mogelijk foto's te importeren vanaf de harde schijf, camera of iPod. Foto's kunnen gekenmerkt worden met termen voor het eenvoudig opzoeken en het groeperen. Verder is het mogelijk foto's op een tijdlijn te bekijken. Met F-Spot is het mogelijk Exif- en XMP-gegevens van foto's te bekijken. Het programma bevat tevens de mogelijkheid foto's op volledig scherm en als diavoorstelling te bekijken.
Voor het bewerken van foto's zijn er verschillende mogelijkheden in het programma geïntegreerd, zodat draaien, bijsnijden, schalen, verwijdering van rode-ogen en aanpassen van de kleuren op een eenvoudige manier plaats kunnen vinden.
F-Spot biedt de mogelijkheid om geselecteerde foto's op een cd te branden of de foto's te exporteren naar onder meer Flickr en Picasa.

## Technische informatie
F-Spot is geschreven in de programmeertaal C# in de ontwikkelomgeving Mono.
Ettore Perazzoli is met het ontwikkelen van F-Spot gestart; daarna werd het beheerd door Ruben Vermeersch  en Stephen Shaw. Het project is stopgezet in 2017. Voordien was F-Spot de standaard foto-beheerder in GNOME, waarna het veelal vervangen werd door Shotwell.